# Tivoli Stadion Tirol
Het Tivoli Stadion Tirol, voorheen Tivoli-Neu, is een voetbalstadion gelegen in Innsbruck (Oostenrijk). Het stadion is voornamelijk het toneel voor wedstrijden van FC Wacker Innsbruck. Het stadion heeft het originele Tivoli-stadion vervangen, en heeft sinds de bouw in 2000 17.400 plaatsen. Het stadion werd gebruikt bij het Europees kampioenschap voetbal van 2008 in Oostenrijk en Zwitserland. Door tijdelijke uitbreidingen aan de noord-, west- en zuidtribunes kreeg het stadion een capaciteit van 30.000 plaatsen (minimale vereiste UEFA).